# Máximo Cortés

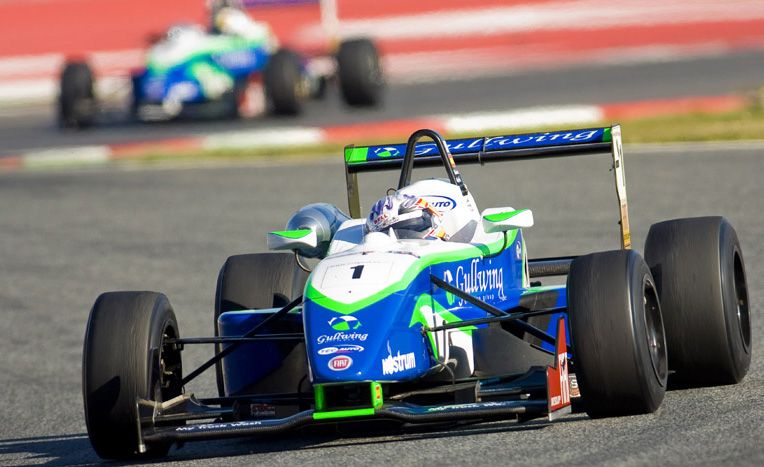
Cortés in der spanischen Formel-3-Meisterschaft 2007

Máximo Cortés Chavarri (* 13. April 1988 in Móstoles) ist ein ehemaliger spanischer Rennfahrer.

## Karriere
Cortés begann seine Motorsportkarriere 1997 im Kartsport und blieb bis 2004 in dieser Sportart aktiv. 2005 wechselte er in den Formelsport und wurde Vizemeister der spanischen Formel Junior. 2006 trat er für TEC Auto in der spanischen Formel-3-Meisterschaft an. Während sein Teamkollege Ricardo Risatti den Meistertitel gewann, wurde der Spanier mit zwei Siegen Dritter in der Meisterschaft. 2007 blieb er bei TEC Auto in der spanischen Formel 3. Er gewann sechs Rennen und entschied die Meisterschaft vor seinem Teamkollegen Marco Barba für sich.
2008 wechselte Cortés zu Pons Racing in die World Series by Renault. Bereits nach vier Rennwochenenden wurde er aufgrund finanzieller Probleme durch Aleix Alcaraz ersetzt. Am Saisonende belegte er den 26. Gesamtrang. Anschließend trat er als Gaststarter an einem Rennwochenende der spanischen Formel 3 an und kam bei einem Lauf als Erster ins Ziel. 2009 fand Cortés kein Cockpit im Formelsport und wechselte zum Hache Team in die Le Mans Series. Mit dem unzuverlässigen Lucchini LMP2/04 schaffte er es jedoch bei keinem Rennen in die Wertung und er konnte keine Punkte erzielen.
2010 war Cortés zunächst ohne Cockpit. Er nahm im September an einem Rennwochenende der Superleague Formula für das von Drivex betreute Team von Sporting Lissabon teil. Nach Einsätzen in der European Le Mans Series 2011 beendete er Ende 2013 seine Karriere.

## Statistik

### Karrierestationen
- 1997–2004: Kartsport
- 2005: Spanische Formel Junior (Platz 2)
- 2006: Spanische Formel-3-Meisterschaft (Platz 3)
- 2007: Spanische Formel-3-Meisterschaft (Meister)
- 2008: World Series by Renault (Platz 26)
- 2009: Le Mans Series
- 2010: Superleague Formula